# جيمس برادي (صانع البراميل)
جيمس برادي (بالإنجليزية: James Brady)‏ هو صانع البراميل أمريكي، ولد في 1875 في مانهاتن في الولايات المتحدة، وتوفي في 2 سبتمبر 1904 في جيرسي سيتي في الولايات المتحدة بسبب سل.